# 城塞の決闘
『城塞の決闘』（じょうさいのけっとう、フランス語: Le Bossu）は、アンドレ・ユヌベル監督、ジャン・マレー主演のフランス・イタリア合作の剣戟映画。この映画には当時もっとも人気のあったコメディアンのブールヴィルが出演したことで知られている。

## キャスト
| 役名         | 俳優                     | 日本語吹替                                      |
| 役名         | 俳優                     | TBS版                                           |
| ------------ | ------------------------ | ----------------------------------------------- |
| ラガルデル   | ジャン・マレー           | 山内雅人                                        |
| パスポワル   | ブールヴィル             | 二見忠男                                        |
| イザベル     | ザビーネ・ゼッセルマン   | 瀬能礼子                                        |
| オロール     | ザビーネ・ゼッセルマン   | 池田昌子                                        |
| ゴンサグ     | フランソワ・ショーメット | 小林清志                                        |
| ペロール     | ジャン・ル・プーラン     | 寺島幹夫                                        |
| ネベール     | ユベール・ノエル         | 青野武                                          |
| ケリユス     | ジョルジュ・ドゥーキング | 宮内幸平                                        |
| マルト       | ポーレット・デュボスト   | 島木綿子                                        |
| 主人         |                          | 立壁和也                                        |
| アルテミーズ |                          | 工藤和子                                        |
| 貴族         |                          | 仲木隆司                                        |
| 羊飼い       |                          | 石森達幸                                        |
| オロールブテ |                          | 井口香利                                        |
| ジプシー女   |                          | 赤木葉子                                        |
| ナレーション | N/A                      | 中江真司                                        |
|              |                          |                                                 |
| 演出         | 演出                     | 斯波重治                                        |
| 翻訳         | 翻訳                     | 榎あきら                                        |
| 効果         |                          |                                                 |
| 調整         |                          |                                                 |
| 制作         | 制作                     | オムニバスプロモーション                        |
| 解説         | 解説                     | 荻昌弘                                          |
| 初回放送     | 初回放送                 | 1971年11月15日 『月曜ロードショー』 21:00-23:00 |